# Služba riječi (časopis)
Služba riječi, hrvatski katolički teološki časopis. 

## Povijest
Izlazi kao časopis za obnovljenu liturgiju. Izlazio je deset puta godišnje i poslije kao tromjesečnik. Od 1979. ima oznaku liturgijske godine A, B ili C.  Uređivali su ga Marijan Grgić, Vjekoslav Bajsić, Anton Benvin, Bono Zvonimir Šagi, Aldo Starić, Stjepan Brebrić, Tomislav Filić.

## Vanjske poveznice
- Kršćanska sadašnjost Služba riječi